# Čakovci
Čakovci is een plaats in de gemeente Tompojevci in de Kroatische provincie Vukovar-Srijem. De plaats telt 469 inwoners (2001).
Voorheen bestond de meerderheid van de bevolking uit etnische Hongaren. In 2011 verklaarden nog 141 inwoners zich Hongaar tijdens de volkstelling in Kroatië.